# (6480) Scarlatti
(6480) Scarlatti es un asteroide perteneciente al cinturón de asteroides, descubierto el 12 de agosto de 1988 por Eric Walter Elst desde el Observatorio de la Alta Provenza, Francia.

## Designación y nombre
Designado provisionalmente como 1988 PM1. Nombrado en memoria del gran compositor italiano Domenico Scarlatti (1685-1757). Pasó la primera mitad de su vida bajo la sombra de su padre, Alessandro Scarlatti. Después de dejar Italia fue a Portugal en 1719, y particularmente después de la muerte de su padre en 1725, desarrolló un estilo que lo convirtió en uno de los más grandes compositores para clavecín de todos los tiempos. En la corte portuguesa sirvió como maestro de música para la joven princesa Bárbara de Braganza. En 1729 ella se mudó con él a España, donde pasó el resto de su vida. La mayoría de sus 550 sonatas para clave conocidas fueron dedicadas a esta princesa, que ella misma tenía un talento musical excepcional.

## Características orbitales
Scarlatti está situado a una distancia media del Sol de 2,372 ua, pudiendo alejarse hasta 2,910 ua y acercarse hasta 1,835 ua. Su excentricidad es 0,227 y la inclinación orbital 2,446 grados. Emplea 1334,66 días en completar una órbita alrededor del Sol.
Pertenece a la familia de asteroides de (135) Hertha.

## Características físicas
La magnitud absoluta de Scarlatti es 14,61. Tiene 3,642 km de diámetro y su albedo se estima en 0,305.